# Alina Orlova
Alina Orlova (em russo Алина Орлова,  Visaginas, 28 de junho de 1988) é uma cantora e compositora lituana em lituano, inglês e russo.
Publicou seu primeiro disco em 2008, Laukinis šuo dingo.

## Discografia
- 2008: Laukinis šuo dingo
- 2010: Mutabor
- 2015: 88
- 2018: Daybreak
- 2022: Laumžirgiai